# Louis Hjelmslev
Louis Hjelmslev (couramment prononcé en français [jεmslεf] ou [jεlmslεf]; prononciation danoise : [ˈjelʔmsleu]) (Copenhague, 3 octobre 1899 - idem, 30 mai 1965), est un linguiste danois qui a prolongé les réflexions de Ferdinand de Saussure en fondant la glossématique. Il était le fils du mathématicien Johannes Hjelmslev (de) (1873-1950).

## Biographie
Fils du mathématicien Johannes Hjelmslev, il étudia la grammaire comparée à l'université de Copenhague de 1917 à 1923, et prépara sa thèse sous la direction d'Holger Pedersen. Hjelmslev avait obtenu un prix pour un essai sur l'épigraphie de la langue osque en 1919. Il se spécialisa dans le lituanien, et partit pour les Pays baltes en 1921.
Nommé Professeur de l'université d'Aarhus en 1934, il fut appelé à l'université de Copenhague dès 1937. Il fonde la même année avec Viggo Brøndal (en) la revue Acta Linguistica, plus tard renommée Acta Linguistica Hafniensia ; c'était, à l'époque, la seule revue explicitement dédiée au structuralisme. C'est aussi vers cette époque qu'il élabora avec Hans Jørgen Uldall le concept de glossématique. En 1956, il prit la direction de l'institut de Linguistique et de Phonétique qu'il avait fondé. Il mourut d'une tumeur au cerveau. Il est enterré au cimetière d'Ordrup avec son épouse, morte en 1991.
Maître indiscuté du Cercle linguistique de Copenhague, il est un des pionniers du structuralisme et le fondateur de la glossématique, théorie linguistique de tournure structuraliste qui porte à leurs ultimes conséquences les postulats du Cours de linguistique générale de Saussure.
Parmi ses œuvres sont Principes de grammaire générale (1928), et Prolégomènes à une théorie du langage (en danois : Omkring Sprogteoriens Grundlæggelse) (1943).

## Pensée
La théorie de Hjelmslev, qu'il appelait glossématique, prolonge le concept saussurien de signe linguistique. Le signe est représenté par une relation de signe (ou fonction de signe) établie entre le plan de l'expression d’une part, et le plan du contenu d'autre part. Lorsque l'on interchange deux unités linguistiques dans l'un de ces deux plans, il se produit en principe un changement sur l'autre plan. Dans chaque plan, les unités linguistiques sont caractérisées par leurs relations mutuelles, par les unités qui les précèdent ou les suivent dans ce plan (relations syntagmatiques, représentées par une ligne horizontale) ainsi que par les relations aux alternatives possibles pour l'emploi à cet endroit de la phrase (relations paradigmatiques, représentées par une ligne verticale). Les relations syntagmatiques sont par conséquent soit des relations entre éléments d'un même mot, comme par ex. « ven » dans vente, ou des relations de sujet à verbe, comme dans « Bernard écrit » ; les relations paradigmatiques-sémantiques interviennent entre des unités linguistiques que l'on peut substituer l'une à l'autre, comme dans les cas de synonymie et d’antonymie. Ces deux types de relations sont les empreintes dans les deux plans d’une forme, définie comme un réseau de relations entre unités linguistiques. C'est des formes du contenu et de l'expression que se constitue ce que Hjemslev nomme substance, substances du contenu et de l'expression qui apparaissent quand on « projette la forme sur le sens » (pour reprendre l'expression de Hjelmslev lui-même) « comme un filet tendu projette son ombre sur une face ininterrompue ».
La formulation de Louis Hjelmslev constituait, surtout à ses débuts, une tentative d’analyse du discours entièrement menée « de l’intérieur », renvoyant l'examen des aspects non verbaux à une discipline à part (la « paralinguistique »). L'intonation, le registre de langue et la gestuelle (que l'on qualifie de « connotations ») ne font pas pour lui partie de l’expression, mais relèvent de la substance : ils ne relèvent donc pas de l’analyse sémiologique, mais de la « paralinguistique » et de ses disciplines sœurs que sont la kinésique et la proxémique.